# Manuel Gallego Calatayud
Manuel Gallego Calatayud va ser un militar espanyol, que va participar en la Guerra civil espanyola.

## Biografia
Militar de carrera, pertanyia a l'arma d'artilleria. Quan es va produir l'esclat de la Guerra civil, ostentava la graduació de capità. Va arribar a combatre al front de Terol al costat de les milícies, i durant la batalla de Terol va ser cap de l'artilleria republicana. Més endavant va exercir el comandament del XIII Cos d'Exèrcit i, posteriorment, del VI Cos d'Exèrcit. Durant la contesa aconseguiria el rang de tinent coronel.